# Гергард Фрідріх (оберст)
Гергард Фрідріх (нім. Gerhard Friedrich; 17 жовтня 1909, Бреслау — 8 травня 1945, Траутенау) — німецький офіцер, оберст вермахту (1 грудня 1944). Кавалер Лицарського хреста Залізного хреста з дубовим листям.

## Біографія
В 1929 році вступив в 7-й піхотний полк. В листопаді 1934 року переведений в 1-й батальйон 13-го стрілецького полку 5-ї танкової дивізії. Учасник Польської, Французької і Балканської кампаній. З червня 1941 року брав участь у Німецько-радянській війні, командир 1-ї роти. Відзначився у боях під Ржевом (1942), Орлом (1943), Ковелем (1944). З серпня 1944 року — командир 13-го моторизованого полку. Відзначився у боях під Єлгавою. Зник безвісти. В 2001 році офіційно визнаний мертвим.

## Нагороди
- Медаль «За вислугу років у Вермахті» 4-го класу (4 роки)
- Залізний хрест
  - 2-го класу (1 грудня 1939)
  - 1-го класу (6 вересня 1940)
- Штурмовий піхотний знак в сріблі
- Медаль «За зимову кампанію на Сході 1941/42» (28 серпня 1942)
- Лицарський хрест Залізного хреста з дубовим листям
  - лицарський хрест (6 квітня 1943)
  - дубове листя (№642; 3 листопада 1944)
- Почесна застібка на орденську стрічку для Сухопутних військ (19 вересня 1943)
- Німецький хрест в золоті (10 січня 1944)